# Гудогайская икона Божией Матери
Гудогайская Икона Божией Матери (бел. Абраз Маці Божай Гудагайскай) — почитаемый католиками Белоруссии образ Богородицы. Образ является списком с иконы Матери Божьей Владимирской, написанным в XV-XVI ст. Находится в католической церкви Посещения в деревне Гудогай Островецкого района Гродненской области.

## История

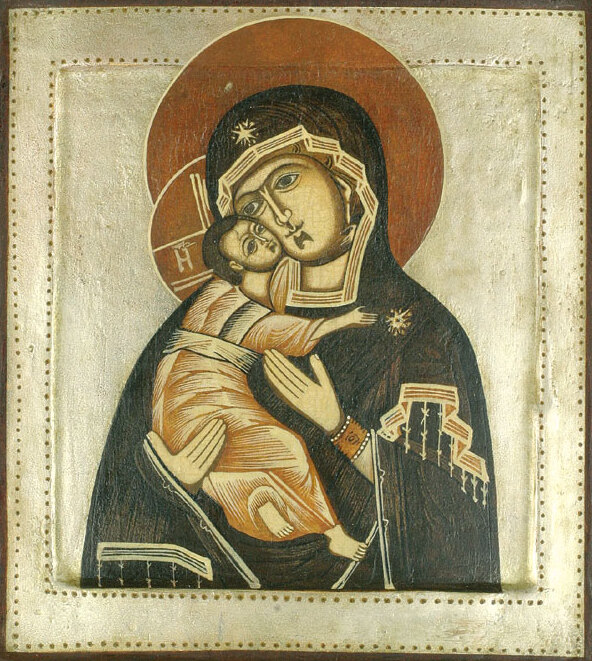
Образ без оклада

Впервые Гудогай упоминается в конце XVI века. Католический приход здесь был образован в 1777 году, в 1764 году был выстроен деревянный костёл Посещения. Храм был выстроен на средства тогдашнего хозяина имения Юзефа Войны и его жены Людвики. Юзеф и Людвика Войны также пригласили в Гудогай монахов из ордена кармелитов.
Гудогайский храм был широко известен как место хранения иконы Гудогайской Божией Матери, почитаемой чудотворной. Ранняя история иконы неизвестна, существует несколько легенд, связанных с её появлением, вероятно она создана в XVI-начале XVII века, в акте об основании кармелитского монастыря от 1764 года говорится, что икона «славится чудесами уже сто лет».
После подавления восстания 1830 года храм и кармелитский монастырь в Гудогае были закрыты, а икона перенесена в храм в Ошмянах. В 1906 году гудогайский католический приход был восстановлен, годом позже в храм Посещения возвращена икона.
15 июля 2007 года состоялась торжественная коронация Гудогайской иконы Матери Божьей. Коронацию с папского разрешения провёл кардинал Казимир Свёнтек.

## Описание

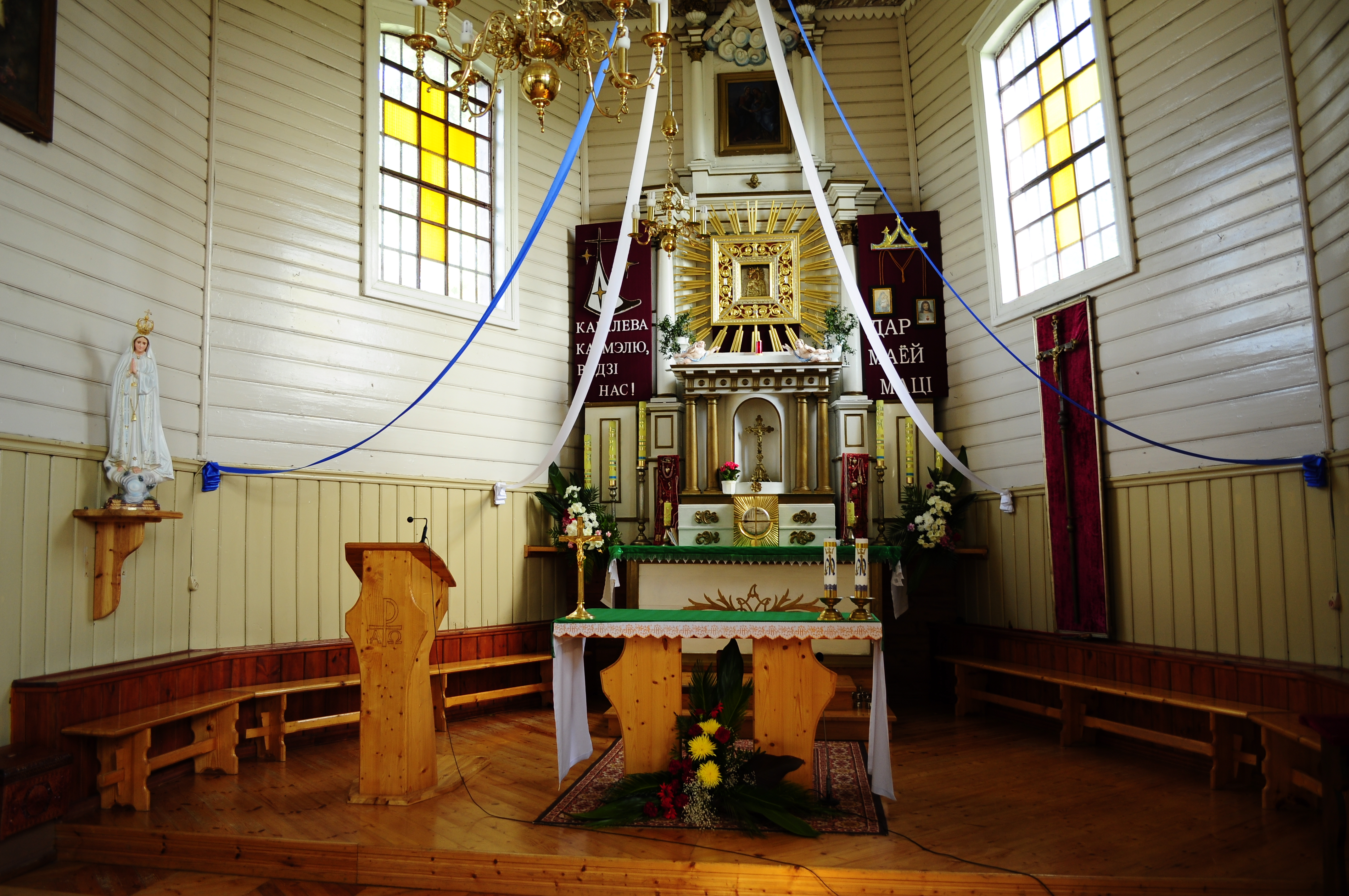
Главный алтарь церкви Посещения, в центре которого находится икона

Икона создана, вероятно, в XVI - нач. XVII века на доске небольших размеров темперой. Принадлежит к иконографическому типу Елеуса («Умиление»). По характеру живописи принадлежит к византийской традиции, повторяет иконографический образ Владимирской Богоматери. Размеры иконы - 31,2х27,7 см.
Во время восстановления иконы в 1938 году старый оклад был заменён на новый, украшенный растительным рельефом в форме листвы акантуса. На голове Девы Марии — корона с 81 рубином, прикрепленная к серебряным позолоченным убранствам. На короне — золотой голубь с крестиком. Королевская корона Младенца увенчана яблоком и крестиком, украшена 35 рубинами.
Главный праздник иконы отмечается 16 июля, в день Богоматери Кармельской.